# Thierry Morin (personnalité du monde des affaires)
Pour les articles homonymes, voir Thierry Morin et Morin.
Thierry Morin, né le 27 mars 1952 à Dreux (Eure-et-Loir), est une personnalité française du monde des affaires. Il fut président-directeur général de la société Valeo de mars 2001 à mars 2009.

## Biographie
Diplômé de l’université Paris-Dauphine où il obtient une maîtrise de gestion, il est notamment employé chez Burroughs Corporation, Schlumberger (1978-1987) et Thomson Consumer Electronics (1987-1989).
Il rejoint la société Valeo en 1989. En 1997, il devient directeur général adjoint, directeur en 2000, président du directoire depuis 2001 et président-directeur général en mars 2003 en succession d'André Navarri,.
En mars 2008, il est nommé Président du conseil d'administration de l'Institut national de la propriété industrielle (INPI),jusqu'en 2014.
Le 13 juin 2013, il est élu à la présidence du conseil d’administration de l’université de technologie de Compiègne (UTC) jusqu'en 2017.
Il a été membre du Conseil d'Administration et Président du Comité Nomination et Rémunération et de la Gouvernance d'Arkema (2006-2021).
Il a été Président Emeritus de HNT Electronics Co, Ltd (Corée) de 2019 à 2021.
Il a été Membre du Conseil de Surveillance de Navya (2021-2022).
Il est Président du Conseil de Surveillance du Groupe Elis (depuis 2014 au sein du Conseil d'Administration) et Président de la société TM France.
Depuis Octobre 2023, il est Associé Opérationnel (Partner) de One Rock Capital chargé de la France et en soutien du développement du Groupe en Europe.

## Distinctions
- Chevalier de la Légion d'honneur
- Officier dans l'Ordre du Mérite
- Chevalier des Arts & Lettres